# Hateruma
Hateruma (波照間島; Hateruma-dzsima; Hepburn: Hateruma-jima; jaejama nyelven: Hatiróma; okinavai nyelven: Hatiruma) egyike a Jaejama-szigeteknek és Japán legdélibb lakott pontja. A Rjúkjú-szigetlánc tagja Jaejama járásban, Okinava prefektúrában. Taketomi város Japán legdélibb lakott pontja (é. sz. 24° 02′ 25″, k. h. 123° 47′ 16″24.040278°N 123.787778°EHateruma (South)). A 12,7 km² területű szigetet korallok építik fel és körülbelül 600-an lakják.
A sziget legfőbb terméke a cukornád és a belőle készülő finomított cukor, illetve az avanami, egy drága fajta égetett szesz (avamori). Hateruma déli része egyike Japán kevés helyeinek, ahonnan megtekinthető a Dél Keresztje csillagkép.
A sziget fő közlekedési pontja a Hateruma Repülőtér.

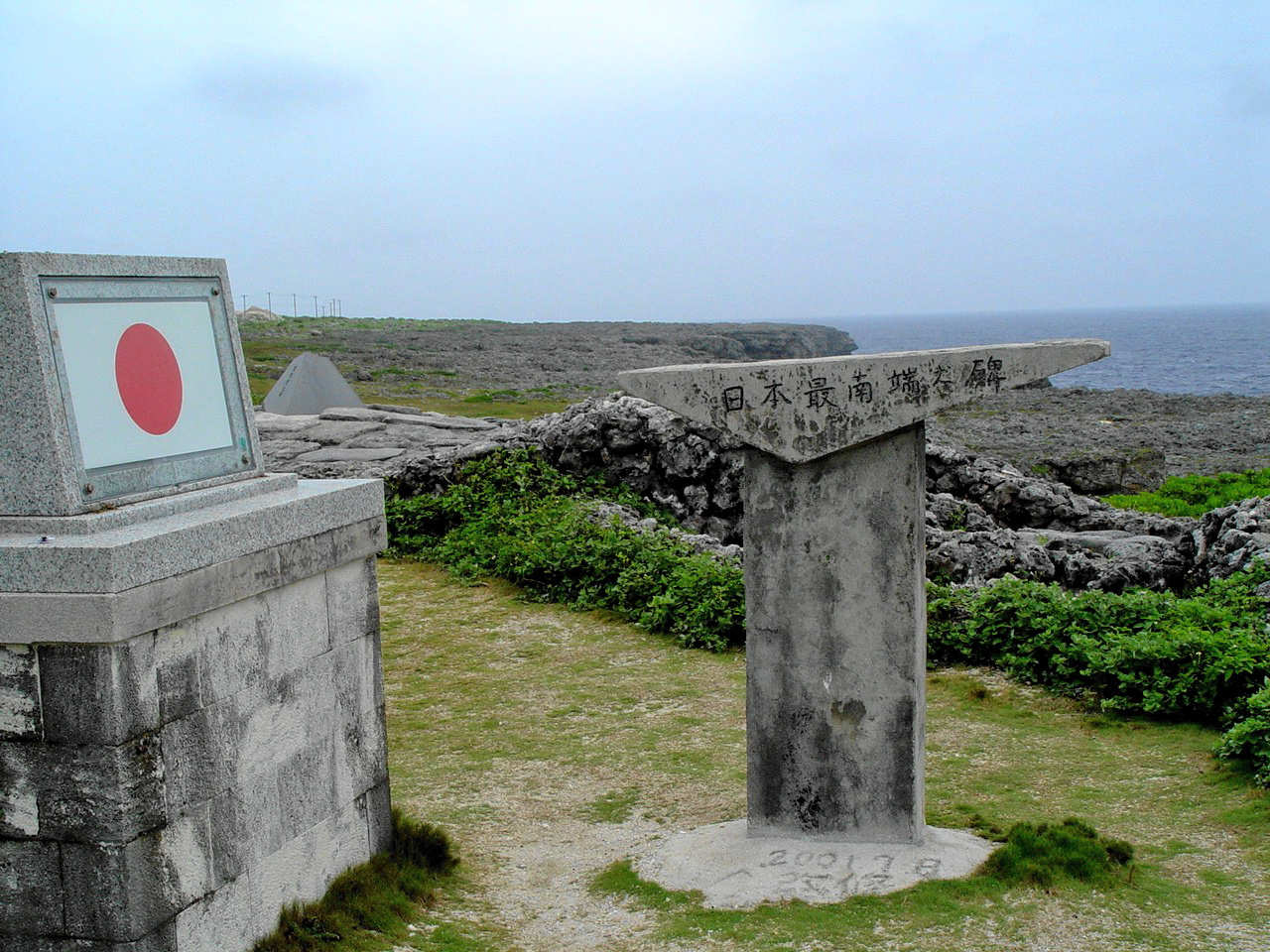
Emlékmű Japán legdélibb pontján
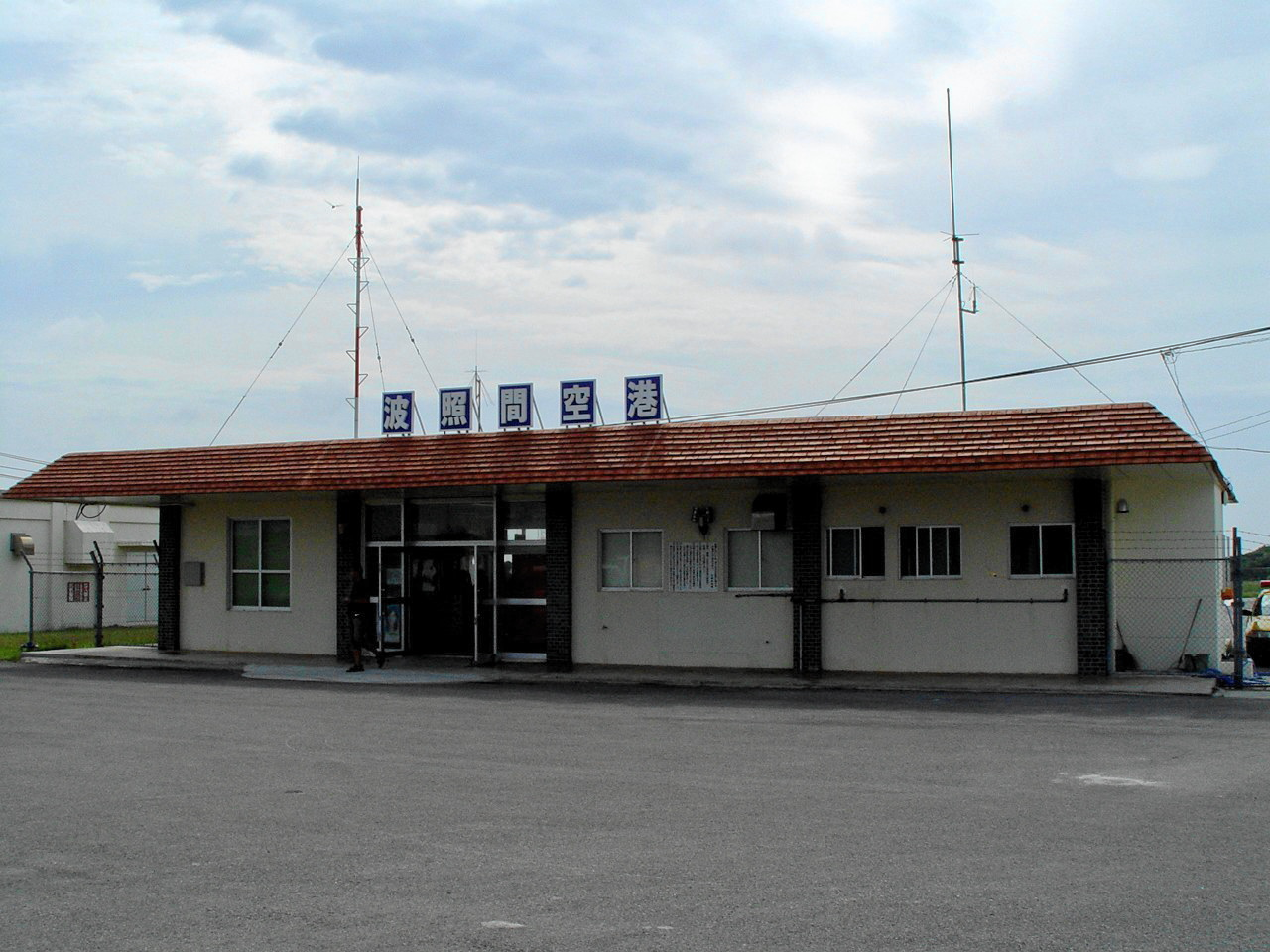
A Hateruma Repülőtér

## Lásd még
- Japán legtávolabbi pontjai
- Paipatirōma (南波照間島; Hepburn: Paipatirōma-jima?)

## Fordítás
- Ez a szócikk részben vagy egészben  a   Hateruma című angol Wikipédia-szócikk ezen változatának fordításán alapul.  Az eredeti cikk szerkesztőit annak laptörténete sorolja fel. Ez a jelzés csupán a megfogalmazás eredetét és a szerzői jogokat jelzi, nem szolgál a cikkben szereplő információk forrásmegjelöléseként.